# Dioecesis Orientis

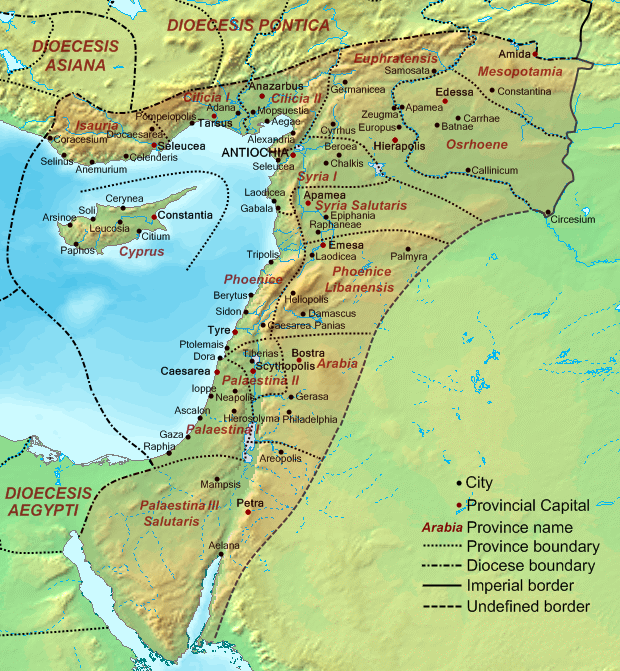
Kaart van het Dioecesis Orientis rond 400 n.Chr

Het Dioecesis Orientis (ook 'Diocees van het Oosten'), (Oudgrieks: Ἐῴα Διοίκησις) was een diocees van het late Romeinse Rijk, waarin de provincies van het westelijk deel van het Midden-Oosten, tussen de Middellandse Zee en Mesopotamië, waren opgenomen. Tijdens de late oudheid was het vanuit het oogpunt van de commercie, landbouw, religie en intellectuele ontwikkelingen een van de belangrijkste gebieden van het Romeinse Rijk. De strategische ligging tegenover het Sassanidische Rijk en de weerbarstige woestijnstammen gaven ook een belangrijke militaire betekenis aan het gebied.
De hoofdstad was Antiochië. De gouverneur had de speciale titel van comes Orientis ("graaf van het oosten"). Hij had de rang van vir spectabilis en later zelfs vir gloriosus, in plaats van het gewone "vicarius". Het diocees werd na de hervormingen van keizer Diocletianus gesticht en was ondergeschikt aan de pretoriaanse prefectuur van het Oosten. Vermoedelijk bleef de 'Dioecesis Orientis' bestaan tot het gebied in jaren 630 onder de voet werd gelopen door de verovering door de moslims.
Het diocees omvatte oorspronkelijk alle provincies in het Midden-Oosten: Isauria, Cilicia, Cyprus (tot 536), Euphratensis, Mesopotamia, Osroene, Syria, Fenicië, Palestina Arabië, evenals de provincies van Aegyptus, Augustamnica, Thebais, Libia Superior en Libia Inferior, die door keizer Valens in de aparte Diocees Egypte werden gegroepeerd. In de loop van de 4de eeuw werden verschillende provincies gereorganiseerd wat resulteerde in de nieuwe provincies Cilicia I en Cilicia II, Syria Salutaris, Phoenice Libanensis (ten oosten van de Mount Libanon), Palestina I, Palestina II en Palestina Salutaris (of Palestina III). De laatste creatie van een nieuwe provincie dateert uit de regeerperiode van Justinianus I, toen Theodorias, de regio rond Laodicea, het huidige Latakia, ontstond. Deze provincie werd afgesplitst van Syria I.

## Lijst vanComites Orientis
- Lollianus Mavortius (330-336)
- Felicianus (335-?)
- Nebridius (pretoriaanse prefect) (354–358)
- Domitius Modestus (358–362)
- Iulianus (362–363)
- Aradius Rufinus (363–364)
- Eutolmius Tatianus (ca. 370)
- Tuscianus (381)
- Flavius Eparchius Philagrius (ca. 382)
- Proculus (prefect van Constantinopel) (383–384)
- Icarius (ca. 384)
- Irenaeus (431–435)
- Ephraïm van Antiochië (ca. 522-ca. 525)
- Asterius (587–588)
- Bacchus (588–589)
- Bonosus (ca. 609–610)